# Morena Clara
Morena Clara és una pel·lícula espanyola de 1936 dirigida per Florián Rey i protagonitzada per Imperio Argentina, Miguel Ligero i Manuel Luna. Es tracta d'una comèdia musical adscrita —a vegades amb intenció pejorativa— al subgènere de l'«españolada». Està basada en la obra de teatre homònima d'Antonio Quintero i Pascual Guillén. Va ser estrenada pocs mesos abans del desencadenament de la Guerra Civil, i va constituir el major èxit comercial del cinema espanyol fins a aquell moment i durant molts anys més.

## Antecedents

### El musical espanyol
L'arribada del cinema sonor va propiciar la introducció de la música en la pantalla gran des d'un principi. Espanya no va ser una excepció, i el gènere musical va ser el segon en importància després de la comèdia. Sainets, sarsuelas, operetas, revistes i adaptacions de vides de cantants van ser freqüents en el període republicà. A més de l'arribada del so al cinema, l'època de la Segona República va assistir simultàniament a l'expansió de la ràdio comercial i de la indústria discogràfica, la qual cosa va potenciar la importància de la música.
La varietat més freqüent va ser la «sarsuela filmada», iniciada ja en l'època silent, ja que aquest gènere musical era tremendament popular i no havia estat encara vençut pel musical estatunidenc. En 1935 cal citar els exemples de La verbena de la Paloma, dirigida per Benito Perojo, o Los claveles, de Santiago Ontañón; però també l'adaptació d'un sainete musicalitzat com Don Quintín el amargao, de Lluís Marquina i Pichot.
A més s'havien realitzat algunes comèdies musicals més inspirades en models internacionals. Destaquen entre elles Rumbo al Cairo, també de Benito Perojo i ¡¡¡Abajo los hombres!!!, de Josep Maria Castellví. I també curtmetratges que servien de complement en els programes cinematogràfics. El propi Florián Rey havia dirigit en 1934 a Imperio Argentina a Romanza rusa i a Miguel Ligero a Soy un señorito.

### L'españolada

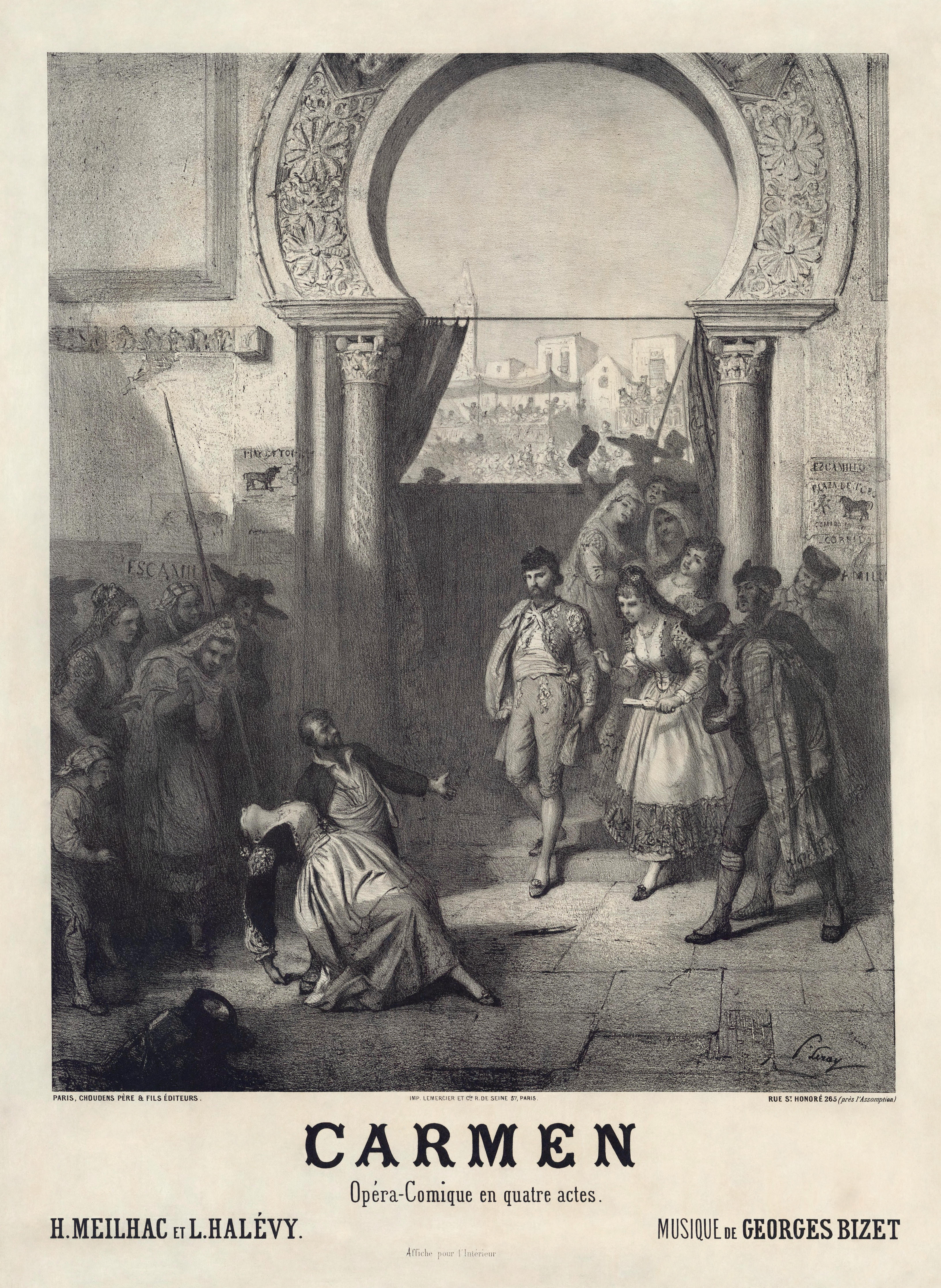
L'«españolada» tenia antecedents antics, com Carmen.

Un subgènere vigent era el denominat com «españolada». Procedia de França, on havia sorgit durant el Romanticisme i va ser promogut durant el Segon Imperi a causa de l'origen espanyol d'Eugenia de Montijo, l'esposa de Napoleó III. Es caracteritzava per un fort pintoresquisme que retratava a Espanya com un país exòtic més propi d'Àfrica o Àsia que d'Europa. El model va tenir bona acceptació a Espanya, i, encara que censurat per alguns crítics de l'època que ho consideraven reaccionari, va tenir els suports tant de l'escriptor Federico García Lorca com del crític anarquista Mateo Santos des de les pàgines de Popular Film, que ho veien com una genuïna manifestació de la cultura popular. Florián Rey va ser el seu promotor més caracteritzat, i ho considerava expressió dels valors racials espanyols i, per tant, molt més universal que la imitació de models forans.
El principal element musical de la españolada va ser la cobla. La primera recognoscible com a tal va ser «Suspiros de España», estrenada el 1902. El 1931 va aparèixer el disc Canciones populares españolas, en el que cantava La Argentinita acompanyada al piano per García Lorca,impulsor del projecte, que feia una oferta contemporània depurant la tradició i el folklore. Raquel Meller, Conchita Piquer, Angelillo, Imperio Argentina i Estrellita Castro van ser alguns dels principals intèrprets d'aquesta mena de cançó, i van adquirir una sorprenent —vista des de la posterioritat— projecció internacional.
Exemples de españoladas de 1935 són Rosario la Cortijera, dirigida per León Artola i protagonitzada per Estrellita Castro; El gato montés, de Rosario Pi, i Nobleza baturra, del propi Florián Rey, que va obtenir un gran èxit. El 1936 també destaca María de la O, costosa cinta dirigida per Francisco Elías i protagonitzada per l'internacional Antonio Moreno i Carmen Amaya.

## La productora
La família Trènor havia fundat la Compañía Industrial Film Española S.A. (Cifesa) el 1932, dedicada inicialment a la distribució. A l'any següent, Manuel Casanova va adquirir un paquet d'accions per a acontentar el seu fill Vicente, gran aficionat al cinema. En 1934 va prendre el control de la companyia. L'èxit comercial d'El agua en el suelo el 1934 va fer que el director aragonès Florián Rey suggerís que la companyia entrés en el camp de la producció. El resultat va ser La hermana San Sulpicio (1934), que va ser un èxit no sols a Espanya sinó també en diversos països americans. La productora valenciana, que realitzava els seus rodatges a Madrid, va ser el primer intent espanyol de crear una indústria del cinema sonor.
En 1935 Cifesa va estrenar La verbena de la Paloma, dirigida per Benito Perojo, adaptació de la sarsuela homònima de Ricardo de la Vega i el mestre Bretón. L'adaptació de sarsuelas al cinema era una pràctica habitual en aquells dies, però la pel·lícula de Perojo va marcar una fita al cinema espanyol de l'època per la seva qualitat i per l'èxit popular.
El posterior esclat de la guerra civil truncaria la consolidació de Cifesa. Es va paralitzar el rodatge d’El genio alegre i, quan es va poder estrenar després del conflicte bèl·lic, van desaparèixer dels seus títols de crèdit els noms dels intèrprets de simpaties republicanes. Pitjor va ser la destinació de Nuestra Natacha, que va ser confiscada en 1939 per la censura franquista. Quant a La casta Susana, nou projecte que Florián Rey i Imperio Argentina anaven a rodar a París, ni tan sols es va arribar a iniciar.

## L'obra teatral
La pel·lícula està basada en la comèdia teatral Morena Clara, d'Antonio Quintero i Pascual Guillén, autors que semblaven especialitzats en comèdies «calés». Estrenada el 8 de març de 1935 al Teatro Cómico de Madrid amb el subtítol de Comedia en tres actos y un juicio oral, la peça havia estat representada centenars de vegades en la capital i en moltes altres ciutats espanyoles, i havia aconseguit una enorme popularitat. La interpretació de la famosa actriu Carmen Díaz havia posat molt alt el llistó, ja que el públic estava identificat amb la seva creació del personatge de Trini. A través d'aquesta, una «morena clara» o gitana «creuada», i altres marginats socials que simbolitzaven la llibertat i desig d'independència, els autors tocaven tangencialment temes candents del moment sense nomenar-los de manera directa.
Segons va relatar més tard Imperio Argentina, va ser ella qui va suggerir al seu marit realitzar una versió cinematogràfica. L'actriu pensava que Florián Rey va realitzar una excel·lent translació a la pantalla, dotant al text d'una humanitat de la que mancava en el teatre. L'obra no contenia les cançons després incloses en el film, encara que la lletra d'alguna d'elles era recitada per la protagonista.

## Sinopsi
Els germans gitanos Trini i Regalito roben uns pernils en una venda i els venen al seu propietari. Després de la denúncia, són jutjats i l'implacable fiscal Enrique Baena demana la seva condemna fent un al·legat marcadament antigitano. No obstant això, pressionat per la defensa, assegura que estaria disposat a acollir-los a la seva casa si no volguessin delinquir. Després de l'absolució, Trini acudeix a casa del fiscal durant la festa de la Creu de Maig i cau en gràcia a donya Teresa, la mare d'Enrique, qui exigeix a aquest que compleixi la seva paraula i aculli a la jove.
Trini procedirà a solucionar tots els problemes de la família. Aprofitant que Pepe Rosales, un antic company de col·legi del fiscal, deixa cinc mil duros en el seu escriptori com a intent de suborn, Trini simula haver obtingut els diners mitjançant un conjur i li ho lliura a l'apurat Rafael, l'irresponsable germà d'Enrique, perquè solucioni els seus problemes econòmics. Després soluciona mitjançant una altra simulació de màgia gitana un intent d'extorsió de Juanita Céspedes, qui havia acudit a la casa amb la seva filla Encarnación, fruit d'una antiga relació adúltera amb don Elías, el pare d'Enrique.
Després de resultar absolt el traficant de drogues pel qual va intercedir Rosales, tots dos van a la casa del fiscal per a agrair-li la seva suposada intervenció. Enrique, ignorant de l'assumpte dels diners, rebutja indignat la gratitud, la qual cosa els delinqüents interpreten com una petició de més diners, per la qual cosa deixen en l'escriptori altres cinc mil duros. Trini lliurament els diners a don Elías perquè contribueixi al manteniment de la seva filla il·legítima. Enrique, que està satisfet per l'arranjament de l'incòmode problema del seu pare, surt de copes amb Regalito i, a la volta, declara a Trini el seu amor.
Ignorant Enrique del que Trini ha fet amb els deu mil duros, li exigeix la seva devolució. Com que ella afirma que no els té, el fiscal interpreta que la jove ha actuat des d'un principi amb ànim d'enriquir-se, li manifesta el seu menyspreu tirant-li en cara la seva condició de gitana, i ella abandona la casa entre llàgrimes. Don Elías aclareix al seu fill el que ha fet Trini amb els diners i Enrique li demana perdó i reafirma el seu compromís de matrimoni.

## Guió i direcció

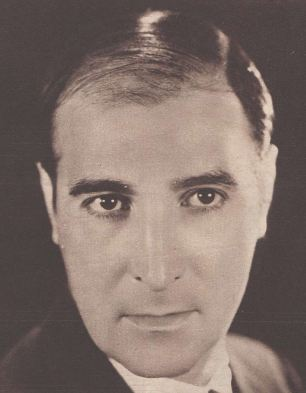
Amb Morena Clara Florián Rey va encadenar el seu tercer èxit consecutiu.

### Antecedents
Florián Rey va ser, juntament amb Benito Perojo, el director més prestigiós del període republicà. Va aconseguir realitzar el difícil trànsit des del cinema mut al sonor emigrant a França per a treballar —com molts altres professionals del cinema— en els estudis que Paramount havia creat a Joinville per a realitzar pel·lícules en idiomes diferents de l'anglès. Allí, per set-cents francs al mes, va fer diversos treballs i va aprendre les tècniques del cinema parlat. Entre altres films, va treballar en 1932 Espérame i el 1933 a Melodía de arrabal, ambdues amb Carlos Gardel. Aquest mateix any va tornar a Espanya, on va tenir poc èxit al principi amb la pel·lícula de bandolers Sierra de Ronda. El 1934 la comèdia El novio de mamá li va donar problemes tècnics amb el so. Però aquest mateix any va obtenir un gran èxit amb La hermana San Sulpicio.
El 1935, Rey va revalidar el seu èxit amb Nobleza baturra, una «españolada» ambientada en la seva Aragó natal amb la qual va iniciar un cinema de tipus costumista, casticista i ruralista dirigit al públic de classe baixa i mitjana-baixa que era el majoritari a l'Espanya de llavors: un país encara predominantment rural i poc industrialitzat. El tema central de la pel·lícula era el de l'honra de la dona.

### La pel·lícula
Morena Clara va ser rodada a Còrdova, Sevilla, Utrera i Vejer de la Frontera, amb un pressupost de mig milió de pessetes.
En el film, Florián Rey va insistir en la fórmula d'amors interclasistas que tan bon resultat li havia donat en Nobleza baturra, però en aquesta ocasió va afegir també el factor interracial. Això era conseqüència de la moda del «gitanisme» imposada per l'obra literària de Federico García Lorca des de l'aparició en 1928 de la seva Romancero gitano. A més, va invertir les posicions socials de la pel·lícula anterior, sent la dona aquesta vegada una humil gitana que guanyarà el cor del fiscal de bona família. També va tornar a utilitzar el tema de l'honra femenina, si bé en aquesta ocasió no estava associada a la sexualitat, sinó a la respectabilitat i honradesa. Novament al final es neteja l'honor que ha estat tacat i es recompensa a la humil gitana amb unes noces que l'eleva socialment.
Per a «oxigenar» la trama, Rey va fer alguns canvis. L'obra original començava amb el judici, en el qual es relatava el robatori dels pernils. El director va preferir presentar als germans Marquès en la carretera, al costat d'un pal que assenyala que estan a quinze quilòmetres de Sevilla. A continuació, representa els fets de la venta. Aquest canvi permet presentar en la venda al germà del fiscal i, a través del posterior recorregut d'aquest, al propi fiscal, del qual el públic coneix la seva severitat fins i tot abans de començar el judici. De similar manera, uns personatges condueixen a uns altres i la complexa trama discorre amb suavitat i eficàcia.
La pel·lícula manté als millors intèrprets de Nobleza baturra i prescindeix de personatges més discutits, com el galant passiu que havia interpretat Juan de Orduña o el capellà que representa la intermediació de l'Església. D'aquesta forma, el personatge de Trini resulta potenciat i és el centre de la trama. El film es recolza així en un trio d'excel·lents actors amb papers perfectament definits:: Imperio Argentina, Miguel Ligero i Manuel Luna. ixò permet desenvolupar una complexa trama que, encara que còmica, inclou temes seriosos com la corrupció judicial, els fills extramatrimonials o el tràfic de drogues.
La seqüència del judici era essencial en l'obra teatral i es manté gairebé íntegra en la pel·lícula, excepte la supressió d'alguns acudits contraproduents. L'excessiva teatralitat és salvada per les interpretacions d'Imperio Argentina i Miguel Ligero, que marquen el ritme amb un estil andalús propi de les comèdies dels germans Álvarez Quintero. L'encertat ús de la profunditat de camp i el canvi d'enfocament serveixen al director com a recursos que substitueixen la interpel·lació que la protagonista feia directament al públic en el teatre. La seqüència fa una denúncia del racisme de la societat espanyola cap a la minoria gitana —expressat mitjançant el discurs del fiscal— a través de l'al·legat de l'advocada de la defensa.
Un telegrama permet introduir al personatge de Juanita Céspedes d'una forma diferent a l'obra teatral, on depenia del diàleg. L'escarit missatge enviat a don Elías des de l'estació de Àvila permet conèixer l'existència de la seva filla il·legítima, i també serveix de transició, ja que després apareix en mans del seu receptor, qui es veu obligat a confessar la història del seu adulteri al seu fill Enrique.
El personatge de Juanita dona lloc també a una de les millors seqüències, aquella en la qual intenta fer xantatge a don Elías a la seva casa utilitzant l'antiga carta comprometedora. Un mirall permet a l'espectador seguir a un temps les dues converses paral·leles que sostenen Juanita i donya Teresa, d'una banda, i don Elías i Trini per un altre. L'enginy desplegat per Trini per a neutralitzar l'extorsió es tradueix en una seqüència realitzada a l'estil d'Ernst Lubitsch, director a qui admirava Florián Rey.

## Personatges i intèrprets

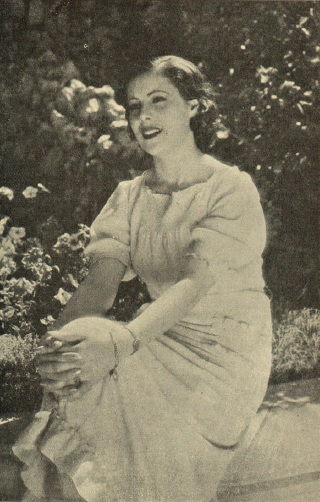
Carmen de Lucio va ser una de les actrius que ja havien treballat a Nobleza Baturra.

### Repartiment
| Actor              | Paper                      |
| ------------------ | -------------------------- |
| Imperio Argentina  | Trinidad Marqués «Trini»   |
| Miguel Ligero      | Agustín Marqués «Regalito» |
| Manuel Luna        | Enrique Baena              |
| Pepe Calle         | Don Elías Baena            |
| María Bru          | Doña Teresa                |
| Manuel Dicenta     | Rafael Baena               |
| Carmen de Lucio    | Frasquita                  |
| Francisco Melgares | Mozo (Currillo)            |
| Porfiria Sanchiz   | Abogada defensora          |
| Emilia Iglesias    | Juanita Céspedes           |
| Luchy Soto         | Encarnación                |
| Guillermo Figueras | Pepe Rosales               |
| Antonio Segura     | El ventero                 |
| José Francés       | Presidente del tribunal    |

### Imperio Argentina

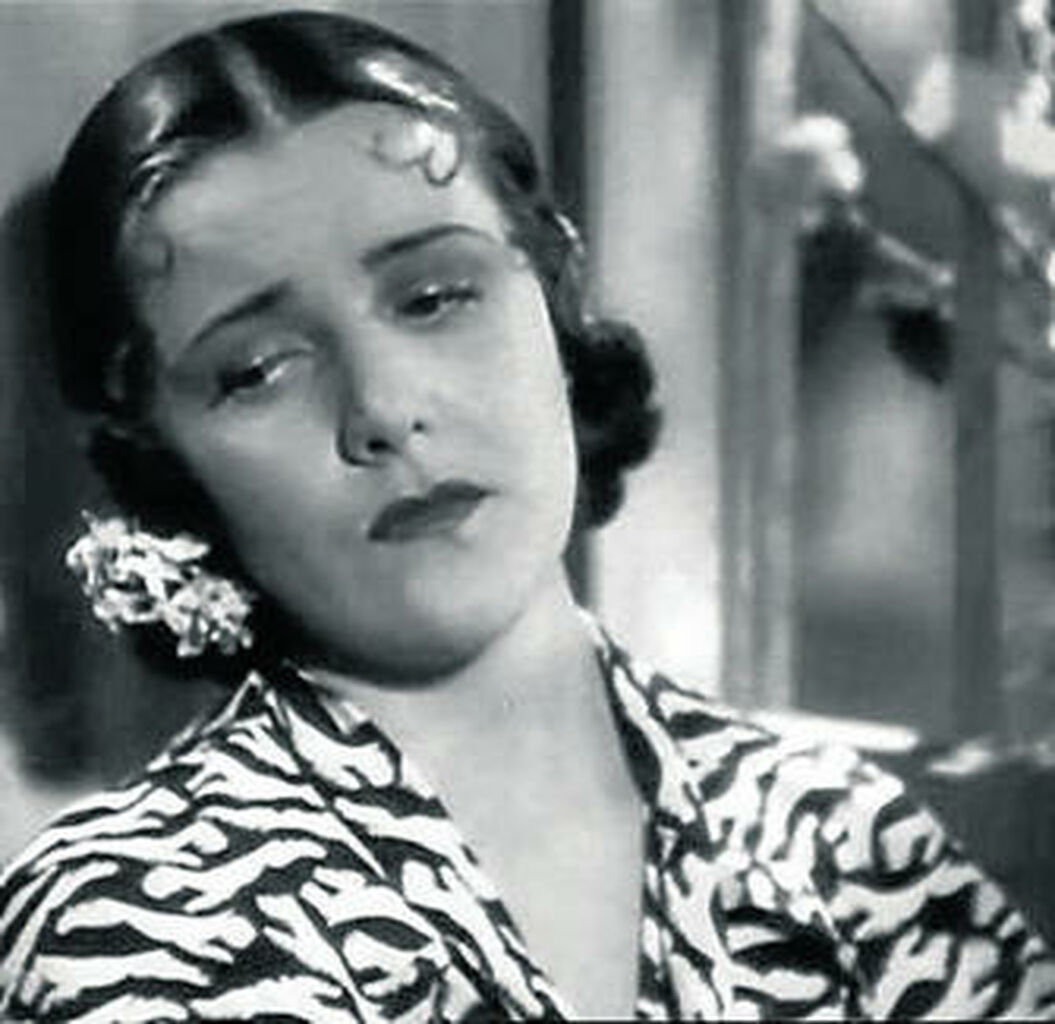
Imperio Argentina en una escena de Morena Clara. L'actriu es trobava en el cim de la seva carrera en aquest període.

Encara no complerts els trenta anys, la bonaerense Imperio Argentina havia encadenat els èxits de La hermana San Sulpicio i Nobleza baturra es trobava en el cim de la seva carrera, la qual cosa semblava garantir l'èxit de la seva nova col·laboració amb el seu marit Florián Rey. La seva encertada interpretació de la gitana Trini sublimava les virtuts tradicionalment atribuïdes a aquesta raça: gràcia i enginy acompanyats d'un caràcter extravertit i cordial.
El personatge és definit en la seva presentació per director i actriu amb característiques clares: apareix al costat del seu germà camí de Sevilla, la qual cosa denota un caràcter errant; pregunta pel significat de la fita pròxima, la qual cosa indica el seu analfabetisme; i discuteix amb Regalito el pla per a robar uns pernils, la qual cosa revela els seus propòsits delictius. Una vegada en la venta, explica que és allí per a mostrar a uns anglesos «la font del canti», la qual cosa encaixa amb l'estereotip dels gitanos. La protagonista no sols apareix mancada d'empara, sinó també audaç, graciosa i coneixedora de la imatge tòpica dels membres de la seva raça.
D'altra banda, la seva actitud és completament decent pel que fa a la seva honra com a dona conforme als paràmetres de l'època. Ja en el judici afirma que està «soltera y mocita» perquè és molt exigent. I quan el germà del fiscal li suggereix que podria tenir als seus peus tots els homes de Sevilla, respon que per a això hauria de perdre la vergonya. Però aquesta moralitat no és obstacle a les seves ganes de viure, cantar i ballar.
Trinidad evoluciona des del furt dels pernils fins a la seva conversió en esposa del fiscal que el va acusar en el judici per aquell delicte. Imperio Argentina va crear un personatge creïble, graciós i tendre, usant un parla andalusa accentuada però no vulgar. A més, va estar igualment encertada en la interpretació de les tres cançons que es van incorporar a la pel·lícula: Échale guindas al pavo, «El día que nací yo» i «Falsa moneda». SLa seva contenció interpretativa en aquesta última fa que el melodrama no arribi a resultar exagerat en cap moment.
Trini emprarà els diners de la temptativa de suborn al fiscal per a ajudar tant al germà d'aquest com a la germana il·legítima (i, amb ella, al pare). Per això utilitzarà de nou la imatge estereotipada que els paios tenen dels gitanos i els farà creure que ha utilitzat la màgia per fer aparèixer els diners. Com que l'espectador és conscient que es tracta d'un simple truc, el resultat és d'una eficaç comicitat. D'altra banda, el personatge es caracteritza per realitzar una crítica d'un nivell poc habitual al cinema espanyol de l'època.
El tremend èxit de Morena Clara va consolidar Imperio Argentina com la gran estrella del cinema espanyol del moment.

### Miguel Ligero

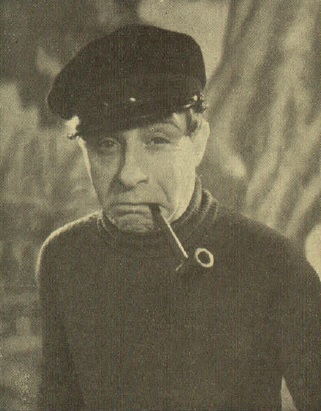
Miguel Ligero acabava d’obtenir un èxit amb Rumbo al Cairo.

Miguel Ligero era el complement perfecte d'Imperio Argentina; no como galán, sino como contrapunto cómico. no com a galà, sinó com a contrapunt còmic. Als seus quaranta-sis anys, l'actor madrileny havia aconseguit gran èxit en aquesta mena de papers interpretant en 1935 al don Hilarión de La verbena de la Paloma i al Perico de Nobleza baturra. Aquestes pel·lícules van obtenir gran èxit a Espanya i a Hispanoamèrica. El seu personatge de Regalito és el contrapunt de Trini: burleta, murri, astut i replet d'una gràcia andalusa completament diferent de la dels seus dos papers anteriors. Encara que procedent de la revista, Ligero treballava davant la cambra sense cap reminiscència teatral i emprant tot el cos en la interpretació. Juntament amb Imperio Argentina formava una parella essencial, l'extremada popularitat de la qual fins i tot va dificultar el rodatge en una ocasió en què van convèncer al director per a anar a la pròpia Sevilla.
Inicialment el paper anava a ser interpretat per un actor més jove, ja que Ligero tenia un altre compromís. No obstant això, el seu treball no va agradar a Florián Rey i, en assabentar-se que Ligero havia acabat ja l'altre rodatge, el va cridar immediatament.
El crític Mateo Santos va escriure a la revista Proyector que «cap artista espanyol ha sobrepassat la seva popularitat i, per descomptat, cap actor del cinema nacional la iguala si més no». I afegia que a Morena Clara «Ligero supera en la seva encarnació de Regalito al seu “aragonès” i, fins i tot, al seu “Don Hilarión”, traçats amb tant de mestratge».

### Manuel Luna
El sevillà Manuel Luna havia començat la seva carrera cinematogràfica interpretant al rancuniós Marco de Nobleza baturra, el personatge que organitzava el muntatge destinat a desacreditar a María del Pilar. En aquesta ocasió encarna amb serietat i mesura al rigorós fiscal al qual enamorarà Trini. No obstant això, i malgrat l'amor, arribarà a tirar-la de la seva casa en pensar que s'ha apropiat dels diners dels suborns. Només l'esclariment dels fets pel seu pare el farà rectificar.

### Altres personatges
Rafael Baena, interpretat per Manuel Dicenta, és l'oposat del seu germà Enrique: un tarambana tronera que constantment demana diners a la seva mare. El pare, encarnat per Pepe Calle, oculta l'existència d'una filla il·legítima fruit d'una relació extramatrimonial. Tots dos membres de la família «respectable» apareixen així marcats com a poc virtuosos, la qual cosa disminueix la importància del petit delicte comès al principi per Trini. Per contra, la mare, interpretada per María Bru, és una dona de profunda religiositat que és mantinguda en la ignorància pels homes que l'envolten i que sempre pensa en la família. Netament andalusa, serà ella l'organitzadora de la festa de la Creu de Maig. L'actuació de Trini anirà encaminada en tot moment a protegir-la.

## Música
El tractament de la música dona lloc a solucions estilístiques diferents procedents del musical de Hollywood de l'època, si bé tant les tres cançons com la coreografia estan acoblades a la pel·lícula amb encert.

### El ball
El primer número musical és el de la seqüència de la festa de les Creus de Maig, on el muntatge i la posada en escena se supediten als números de ball i cant. Tota ella està emmarcada, a l'inici i al final, pel reflex en l'estany de la imponent creu decorada amb flors i bombetes elèctriques que presideix la seqüència. En primer lloc, un grup de ballarines amb vestits de faralaes dansen una elaborada coreografia al voltant de la font al so d'una versió merament instrumental de la popular cançó «El vito». Rey realitza nombroses preses des del punt de vista dels espectadors assistents a la festa, moltes d'elles col·locant en primer terme gelosies, reixats o altres elements arquitectònics amb un sofisticat estil molt propi del director aragonès. Però també hi ha plans zenitals construint dinàmiques construccions geomètriques a la manera de les realitzades a Hollywood per Busby Berkeley. És un moment de detenció de la trama pensat per al pur gaudi del públic.
La comparació amb Berkeley no és del tot justa, ja que aquest cineasta disposava de la seva pròpia unitat independent i especialitzada en la filmació de coreografies, dotada de grues, decorats mòbils i un ascensor. Florián Rey mancava de tots aquests mitjans, per la qual cosa els travellings realitzats amb les pesades càmeres usades en el film —que les seves lents exigien corregir constantment l'enfocament— són molt meritoris tenint en compte el resultat. Curiosament, la seqüència és fruit també dels germans de la parella principal: la música és de Rafael Martínez, germà de Rei, i la coreografia, d'Asunción, la germana d'Imperio.

### Les cançons
Per musicalitzar la pel·lícula afegint cançons, Florián Rey va comptar amb l'ajuda del músic sevillà Juan Mostazo, llançament cinematogràfic del qual el director es mostraria després molt orgullós. Mostazo era ja autor de cançons de gran èxit com «Mi jaca». Per a compondre els temes va col·laborar amb el germà de Rey, Rafael Martínez. Morena Clara no seria el que és sense aquesta aportació musical.
Immediatament a continuació del ball de «El vito» s'inicia un altre número concebut de manera oposada. Trini i Regalito irrompen en la festa cantant la buleria «Échale guindas al pavo», una tonada joiosament còmica amb lletra de Ramón Perelló. En aquest cas, el muntatge se supedita a la lletra de la cançó. Mentre canta, Regalito va desvalisant graciosament als convidats. L'escenografia queda supeditada a la visualització dels dos germans gitanos. Els assistents fan de cor, situació lògica en el context de la festa que se celebra, i que diferencia aquesta cançó de les altres dues que conté la pel·lícula. La seqüència mostra un contrast entre classes socials, entre religió i gresca, i entre l'exhibició coral dels assistents i la personalitzada interpretació d'Imperio Argentina i Miguel Ligero. De manera simètrica, es tanca amb un reflex de la creu de maig en l'aigua, mirall de la qual obria el ball del vito.
La cançó «El día que nací yo» és resultat de la improvisació, com va relatar posteriorment el propi Florián Rey. Es tracta de la musicalización d'una de les escenes de l'obra teatral, per la qual cosa la lletra ja existia prèviament. Durant el rodatge, el director va pensar que aquest passatge era apropiat perquè Imperi Argentina interpretés una cançó i va facilitar a Mostazo un paper amb la lletra. Mentre el músic s'aïllava en un camerino, Rey va fer portar a l'orquestra i va facilitar instruccions al director de fotografia, Heinrich Gaertner, perquè preparés la il·luminació adequada. A la mitja hora, Mostazo va tornar amb la cançó ja composta i es va rodar la seqüència sense dificultats.
En aquest cas, l'acció es deté per a donar pas a un monòleg cantat de la protagonista, l'estat d'ànim de la qual es reflecteix mitjançant la música i la fotografia. Trini mostra el seu amor pel fiscal, a pesar que creï no ser corresposta. La càmera s'aproxima a Imperio Argentina des d'un pla general a un primer pla, reflectint la solitud del personatge i aprofitant la fotogenia de l'actriu. La lletra resulta molt suggestiva i, encara que no esmenta en cap moment l'origen ètnic del personatge, es dol per una destinació que ve marcat pel seu naixement. La cançó confereix una dimensió dramàtica a Trinidad, que no és ja solament un personatge enginyós i còmic perquè sent el menyspreu i els prejudicis.
El cant de la zambra «La falsa monea» ve precedit per la seqüència de l'equívoc entre Enrique i Trini durant el qual aquell li crida despectivament «gitana» i que produeix la desesperació d'ella. Novament es paralitza el desenvolupament argumental i s'insereix un segon monòleg cantat per Imperi Argentina. La lletra al·ludeix al caràcter errant del personatge i a la inevitabilitat de la seva sina. D'aquesta forma s'expressa l'estat d'ànim de Trini creant al temps un ambient sentimental mitjançant la música i la fotografia que il·lumina al personatge i el seu entorn. Un travelling acompanya a la protagonista des de l'interior de la casa al carrer, simbolitzant la seva expulsió i creant el clima emocional adequat per precedir al final feliç.
Les cançons van ser compostes per Mostazo seguint les indicacions de Florián Rey. «El día que nací yo» tenia lletra de Sixto Cantabrana, i Échale guindas al pavo i «La falsa monea», de Ramón Perelló. Totes elles es convirtieren en grans èxits populars. La companyia Odeon va gravar un disc el mateix any amb les cançons de la pel·lícula interpretades pels mateixos actors: Imperio Argentina i Miguel Ligero.

## Fotografia
El director de fotografia va ser el vienès Heinrich Gärtner, qui havia espanyolitzat el seu nom com Enrique Gaertner. L'austríac havia treballat amb directors com Robert Wiene abans d'establir-se a Espanya en els anys 1920. En 1935 ja havia col·laborat amb Florián Rey a Nobleza baturra i va fer un bell treball a Morena Clara. La seva fotografia naturalista marcarà decisivament al cinema espanyol de la següent dècada.

## Decorats
Els estudios CEA comptaven amb excel·lents tècnics. Un d'ells era el decorador José María Torres, que havia intervingut en 1935 tant a La verbena de la Paloma com a Nobleza baturra, i que també va col·laborar el 1936 amb Filmófono a Don Quintín el amargao, de Lluís Marquina i Pichot. Torres va recrear als platós de CEA un esplèndid ambient andalús amb la Venda dels Platerets, la sala del tribunal en el qual es jutja a Trini i Regalito i la casa dels pares del fiscal, amb el pati que serveix d'escenari per al ball de «El vito».

## Acolliment
L'ambient de la primavera de 1936, amb una Espanya dividida, no semblava el més propici per a l'èxit d'una comèdia. Malgrat això, Bruna Clara va ser estrenada l'11 d'abril de 1936 —Dissabte de Gloria— al cine Rialto de Madrid i, de manera simultània, en totes les capitals de província excepte Cadis, que va ser substituïda per Algesires a petició d'Imperio Argentina. La pel·lícula va obtenir un èxit sense precedents al cinema espanyol. Només amb la recaptació obtinguda a la sala madrilenya es va amortitzar el cost de producció (520.000 pessetes). A més, va ser el baluard del cinema nacional enfront de l'agressiva competència de l'estatunidenc. L'esclat de la guerra civil no va detenir la seva carrera comercial, perquè va continuar exhibint-se amb gran èxit en les dues zones en què s'havia dividit el país. Només la presa de partit de Florián Rey i Imperio Argentina pel bàndol franquista va truncar la seva carrera en la zona governamental, on va ser prohibida al març de 1937. Però va continuar sent projectada en la postguerra, amb l'afegit publicitari que havia estat prohibida per «els rojos». A més, es va exhibir també amb gran èxit a l'Argentina i Cuba. S'ha calculat que la pel·lícula va arribar a recaptar a Espanya vint vegades més que qualsevol film estatunidenc de l'època. El seu èxit tant durant el període republicà com en els inicis de la dictadura franquista ha fet que sigui catalogada com una obra «de cruïlla».
No obstant això, l'acceptació per la crítica no va ser unànime en el seu moment. López F. Martínez de Ribera va escriure a Popular Film que Florián Rey havia fotografiat malament teatre, encara que estava convençut que la pel·lícula donaria diners. Una cosa similar comentava Films Selectos. Per contra, Antonio Guzmán Merino va elogiar la pel·lícula i a Imperio Argentina a Cinegramas.

## Transcendència
Per Félix Fanés, Morena Clara és la mostra més brillant de com el cinema espanyol de l'època republicana va poder traslladar certes característiques de l'alta comèdia i el musical de Hollywood a uns ambients propis del folklore andalús, amb guions àgils en els quals la música no perjudica la progressió argumental. Destaca del film l'agudesa dels seus diàlegs, la naturalitat de les interpretacions i l'encertada planificació dels números musicals.
Manuel Rotellar considera que el guió de Florián Rey millora l'obra teatral gràcies a una encertada planificació. Creu que els elements vulgars procedeixen de l'original de Quintero i Guillén, però que van ser suavitzats pel director. També opina que el film aporta una distensió entre paios i gitanos que va ser ben rebuda en el convuls ambient polític d'abril de 1936.
Igualment, Agustín Sánchez Vidal creu que el film reuneix l'alegria i colorit del període republicà, fusionant l'escapisme de les comèdies que Florián Rey havia dirigit en Joinville amb el seu cinema regionalista, però alliberat aquest dels pesats llancis d'honor. Destaca que la religió està pràcticament absent de la pel·lícula, perquè fins i tot l'episodi de la festa de la Creu de Maig resulta bàsicament pagà. Aquestes comèdies interclassistes i integradores resolien els conflictes d'una manera que seria impossible en la posterior dictadura franquista, els valors socials de la qual impedien solucions flexibles.
D'altra banda, la pel·lícula va establir les bases del cinema folklòric que es va desenvolupar posteriorment, ja durant la dictadura de Franco. El contrast entre el rural i l'urbà presenta una sèrie d'escenaris que es faran habituals: el pati, la taverna o la reixa. També va contribuir a crear un star-system espanyol que combinava els àmbits cinematogràfic, radiofònic, discogràfic, i teatral. Finalment, va establir unes convencions narratives que mostren conflictes amorosos basats en les diferències socials, ètniques i de costums.

### Atacs

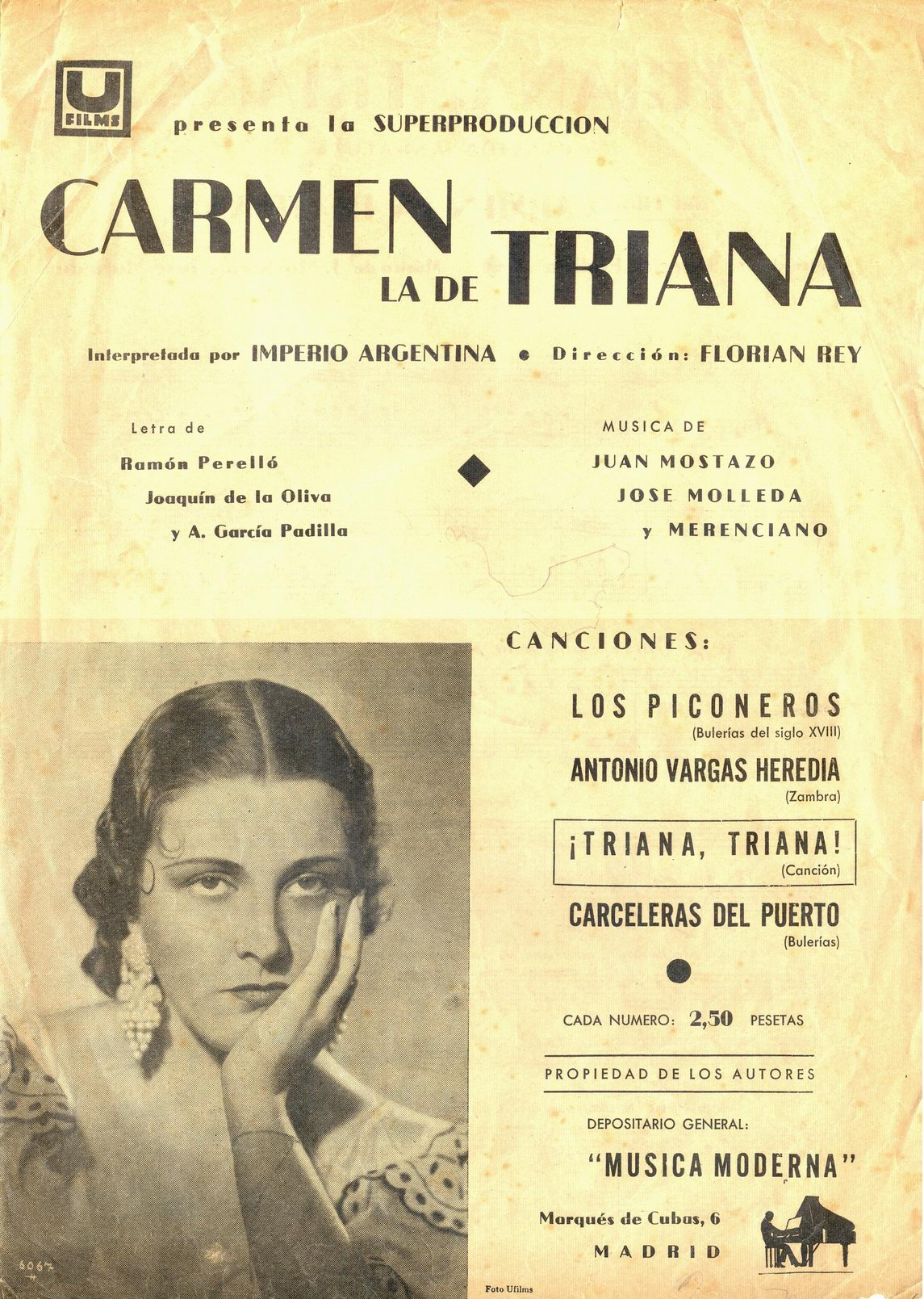
El següent filme de Rey, Carmen, la de Triana, va ser atacat per sectors falangistes.

No obstant això, l'enorme popularitat que Morena Clara i altres pel·lícules de Florián Rey van tenir durant l'etapa republicana no es va mantenir amb el pas del temps. En això va influir un doble atac de tipus ideològic procedent de camps oposats. En primer lloc, i ja des de la mateixa Guerra Civil, un sector de la crítica clarament identificat amb el falangisme va atacar l'obra de Rei. El motiu no podia ser la falta d'adhesió del director aragonès al nou règim, sinó que s'identificava el seu cinema amb el de la injuriada època republicana. S'etiquetaven les seves pel·lícules amb l'infamant nom d’«españolada» i, fins i tot una pel·lícula rodada a l'Alemanya de Hitler com Carmen, la de Triana va tenir un pèssim acolliment en aquest sector. Encara que aquesta opinió —el principal exponent de la qual va ser la revista Primer plano— no va arribar a convertir-se en oficial, sí que va influir en sectors crítics.
En 1944 el propi Rey replicava a aquestes crítiques a les pàgines de la revista falangista Vértice, ja que la lleugeresa moderna i lleument transgressora de Bruna Clara xocava amb la retòrica imperial dominant. El director aragonès rebutjava la qualificació de «españolada» per a la seva pel·lícula i reivindicava el seu cinema com a defensa de les tradicions populars espanyoles enfront dels arquetips estrangers.
D'altra banda, la oposició al franquisme tampoc simpatitzava amb Rey i la seva pel·lícula. En primer lloc per diferències polítiques, però també perquè aquest sector considerava l'obra del director aragonès massa popular i comercial. Per a l'oposició, aquesta cultura de masses estava inevitablement «contaminada» ideològicament. Per consegüent, apostava per un cinema més elitista per a expressar la seva dissidència. A més, determinats gèneres i temàtiques, com els de Morena Clara, eren rebutjats globalment per ser considerats impostos pel règim; encara que tal imposició hagués d'entendre's retroactiva en estendre's al cinema realitzat durant el període republicà. El més significat representant d'aquesta tendència esquerrana és Román Gubern, qui considera que Rey buscava complaure a un públic subdesenvolupat amb unes espanyolades reaccionàries. L'oposició esquerrana va arribar a veure a les pel·lícules folklòriques com una proposta del règim franquista, igual que el futbol, la cobla, els toros o el flamenc. En el cas de Bruna Clara, malgrat haver estat rodada i estrenada en el període republicà, gran part del públic la vincula equivocadament amb l'època del primer franquisme.

### Revisió
Des de postures també ideològicament esquerranes, Jo Labanyi té una opinió molt diferent. Considera que el musical folklòric andalús republicà és expressió d'un cinema popular inclusiu de treballadors i pagesos que, a més, reconeixia la diversitat territorial espanyola. Addicionalment, l’abordament del conflicte i la crítica social són clars a Morena Clara, encara que siguin solucionats de manera individual i no col·lectiva. D'altra banda, també s'ha assenyalat el paper de pacificació social que una pel·lícula integradora de classes socials i races tenia en la convulsa Espanya de 1936. En l'ascensió social de la protagonista, dona, andalusa i gitana, es reconeixien milions d'espanyols de condició humil que aspiraven a sortir del seu encasellament social. A ells s'oferia la imatge d'unes classes socials adinerades receptives a l'atractiu del poble pla.
El director Luis García Berlanga va reconèixer en una entrevista concedida en 1981 que l'error de la seva generació va ser no advertir que aquest tipus de cinema realitzat durant la dictadura no era el cinema del franquisme, sinó que procedia dels temps de la República i era expressió d'unes classes socials no sempre vinculades al bàndol que va vèncer en la guerra. També va opinar que els idearis de les Converses de Salamanca i del cinema d'art i assaig van contribuir a desmantellar la infraestructura industrial que havia existit.
Els plantejaments crítics són considerats massa simplistes per altres historiadors que han estudiat l'obra de Florián Rey; sobretot la del període silent. S'ha assenyalat que la desqualificació de les seves pel·lícules com «españolada» no és sinó una manera de renunciar a una anàlisi més profunda d'aquestes. A més, consideren que es tendeix a identificar superficialment el nacionalisme espanyol de Rey amb el franquisme.

### Influència en altres pel·lícules

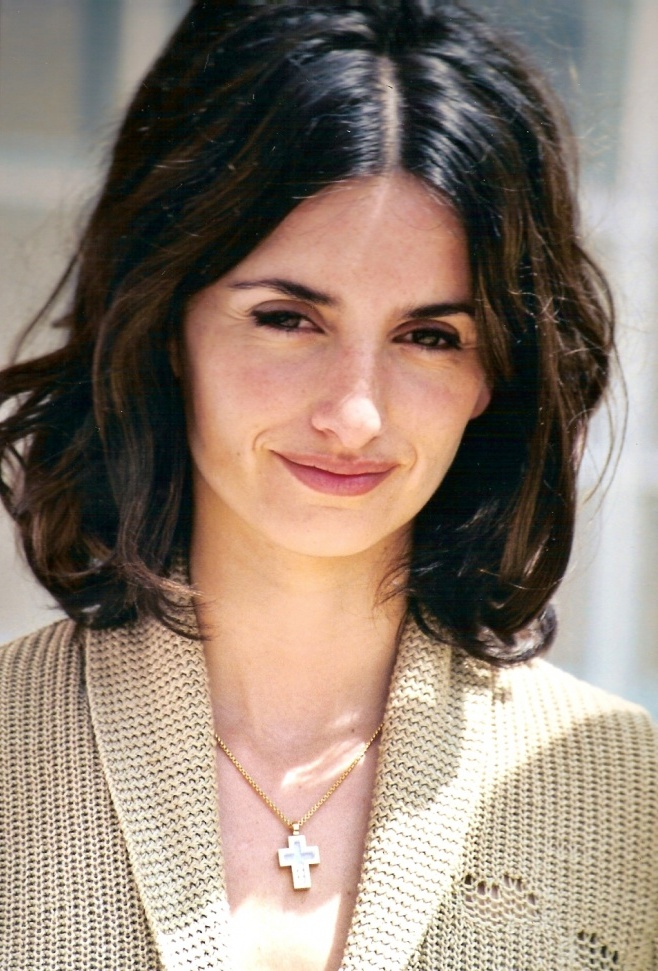
Penélope Cruz va encarnar a La niña de tus ojos un personatge molt influït per Trini. Foto: Georges Biard

El 1940 es va estrenar una seqüela titulada Gracia y justicia dirigida per Julián Torremocha i protagonitzada per Mary Santamaría, també basada en una obra de Quintero i Guillén.
El 1954 Suevia Films i Benito Perojo produïren una nova versió de l'obra, aquesta vegada protagonitzada per Lola Flores, la recreació de la qual del personatge de Trini consisteix a donar-li a aquest la pròpia personalitat de l'actriu. Fernando Fernán Gómez va interpretar al fiscal, Miguel Ligero va repetir el rol de Regalito i Manuel Luna va interpretar un petit paper. Malgrat ser gairebé vint anys més recent, resulta menys creïble que la primera versió.
La pel·lícula El día que nací yo, dirigida per Pedro Olea i protagonitzada per Isabel Pantoja el 1991, suposa un explícit reconeixementoa Morena Clara. El propi director va manifestar que es tractava d'un «homenatge al cinema meravellós que es feia en la República, sobretot les pel·lícules de Florián Rey amb Imperio Argentina i Miguel Ligero».
També La niña de tus ojos, dirigida per Fernando Trueba el 1998 —més de seixanta anys després— manté trets del personatge de Trini en el de Macarena Granada, interpretada per Penélope Cruz.